# Lạm dụng rượu

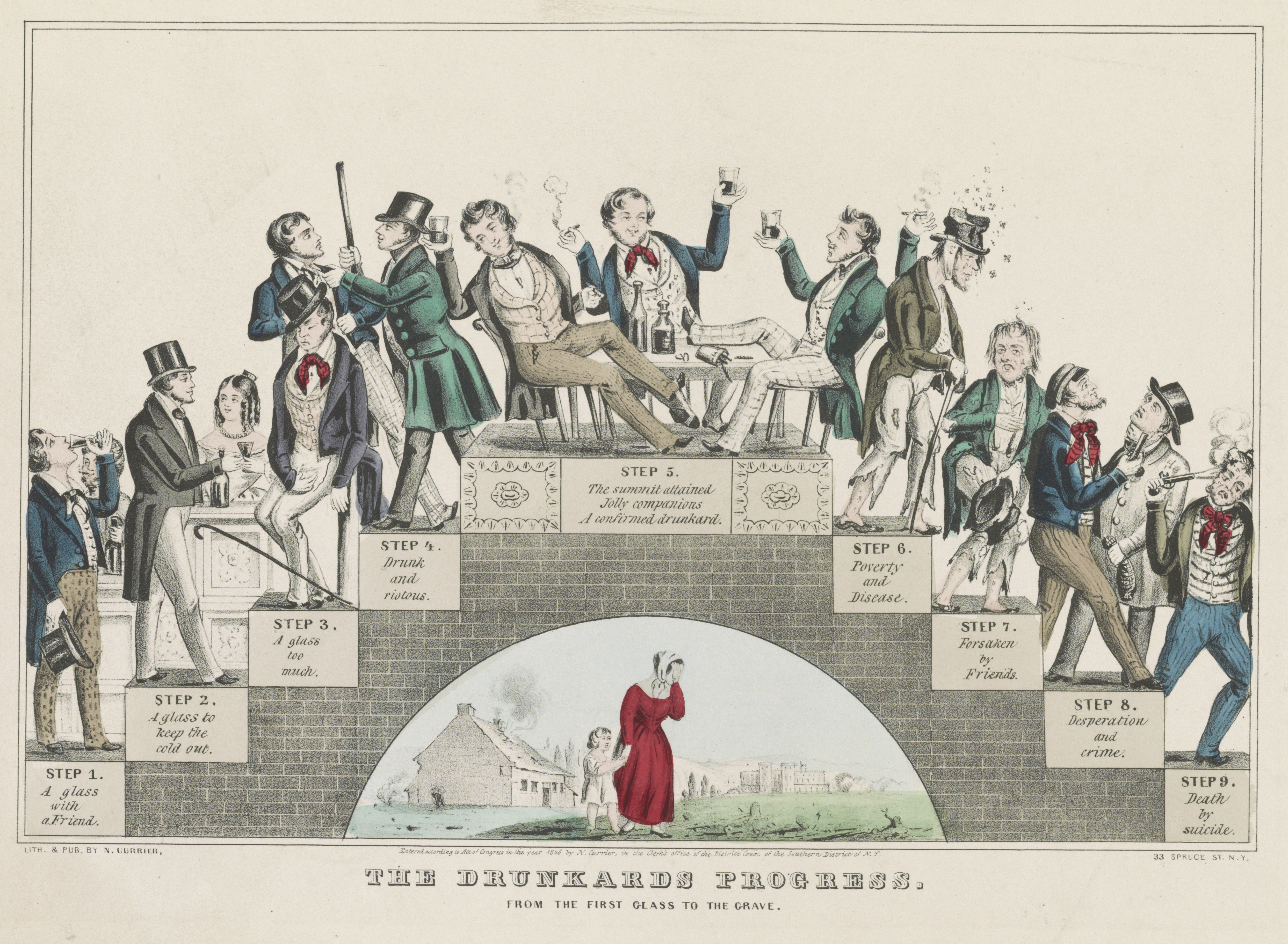
The Drunkard's Progress 1846

Lạm dụng rượu bao gồm một loạt các hành vi uống rượu không lành mạnh, từ uống rượu say đến nghiện rượu, trong những trường hợp nghiêm trọng dẫn đến các vấn đề sức khỏe cho cá nhân và các vấn đề xã hội quy mô lớn như tội phạm liên quan đến rượu.
Lạm dụng rượu là một chẩn đoán tâm thần trong DSM-IV, và đã được hợp nhất với nghiện rượu thành rối loạn sử dụng rượu trong DSM-5.
Trên toàn cầu, uống rượu là yếu tố nguy cơ đứng hàng thứ bảy đối với cả tử vong và gánh nặng bệnh tật và thương tật. Tóm lại, ngoại trừ thuốc lá, rượu bia chiếm gánh nặng bệnh tật cao hơn bất kỳ loại ma túy nào. Sử dụng rượu là nguyên nhân chính gây ra bệnh gan có thể phòng ngừa được trên toàn thế giới và bệnh gan do rượu là bệnh nội khoa mãn tính liên quan đến rượu chính. Hàng triệu đàn ông và phụ nữ ở mọi lứa tuổi, từ thanh thiếu niên đến người già, đã từng uống rượu không lành mạnh ở Hoa Kỳ. Rối loạn sử dụng rượu (AUD) được báo cáo thường ảnh hưởng đến nam giới trẻ (từ 18-24 tuổi) có tình trạng kinh tế xã hội thấp hơn.

## Dấu hiệu và triệu chứng
Những người mắc chứng rối loạn sử dụng rượu sẽ thường phàn nàn về những khó khăn trong các mối quan hệ giữa các cá nhân, các vấn đề ở cơ quan hoặc trường học, và các vấn đề pháp lý. Ngoài ra, mọi người có thể phàn nàn về sự cáu kỉnh và mất ngủ. Lạm dụng rượu cũng là một nguyên nhân quan trọng gây ra mệt mỏi mãn tính. Các dấu hiệu của việc lạm dụng rượu có liên quan đến tác động của rượu lên các hệ cơ quan. Tuy nhiên, trong khi những phát hiện này thường xuất hiện, chúng không cần thiết để chẩn đoán lạm dụng rượu. Các dấu hiệu của lạm dụng rượu cho thấy những tác động mạnh mẽ của nó lên hệ thần kinh trung ương, bao gồm say rượu và khả năng phán đoán kém; lo lắng mãn tính, khó chịu và mất ngủ. Ảnh hưởng của rượu đối với gan bao gồm xét nghiệm chức năng gan tăng cao (theo cổ điển AST cao hơn ALT ít nhất gấp đôi).Lạm dụng rượu lâu sẽ dẫn đến xơ gan, suy gan. Với bệnh xơ gan, bệnh nhân bị mất khả năng xử lý hormone và chất độc. Da của một bệnh nhân xơ gan do rượu có thể có các u mạch, ban đỏ lòng bàn tay và trong suy gan cấp tính, có thêm vàng da và cổ trướng. Sự hỏng hóc của hệ thống nội tiết dẫn đến sự to ra của ngực nam giới. Không có khả năng xử lý chất độc dẫn đến các bệnh gan, chẳng hạn như bệnh não gan.